# Tusnády László
Tusnády László (Mátészalka, 1940. április 27.) magyar irodalomtörténész, italianista, nyelvész, pedagógus, egyetemi tanár.

## Életút
1966-ban végzett a József Attila Tudományegyetem Bölcsészettudományi Kar magyar-olasz szakán. Zalaszentgróton kezdett tanítani az ottani olasz tagozaton, majd munkáját Miskolcon, a Zrínyi Ilona Gimnáziumban folytatta 1975-től, ahonnan a sárospataki Rákóczi Gimnáziumba került 1985-ben. 1987 óta a Comenius Tanítóképző Főiskolán tanított 1992-ig mint adjunktus, 1999-ig docens, ekkor szerzett egyetemi doktori címet a Kossuth Lajos Tudományegyetemen 1999-ben. Ettől kezdve főiskolai  tanár.

## Kutatási területe
Magyar  és  olasz  irodalommal  foglalkozik,  de a nyugati nyelvek mellett a törökkel, a perzsával, és az arabbal is. Tudományos és művészeti munkájával párhuzamosan küldetésének tekinti a tanítást. A Magyar Tudományos Akadémia köztestületi tagja, a Miskolci Egyetem Bölcsészettudományi Kar Doktori Bizottságának tagja, professor emeritus.

## Munkái
- 1990 Egy vers hármas élete. (Szülőföldünk, 15. 33-35. p.)
- 1991 450 évvel ezelőtt foglalták el a törökök Budát. Budát bevenni lehetetlenre vállalkozni. (Szülőföldünk, 16-17. 116-118. p.)
- 1992 Magyar vonatkozású török népdalok. (IForrás, XXIV. évf. 1. sz. 51-56. p.)
- 1998 Kettétört fél század. Kelet antológia. (14 fordítás) Miskolc, 1998.
- 2000 A tűnt idő hírnökei. (233 saját vers és 101 fordítás) Sárospatak, 2000. 224 p.
- 2002 Rejtélyes váraink - Gondolatok Csorba Csaba könyvéről. (Hírlevél, A Kazinczy Ferenc Társaság tájékoztatója. 34.
- 2002 Világosság az útvesztőben : "Kossuth nyelve". (Szülőföldünk, 30. 37-45. p.)
- 2002 Az ősi zene nyomában. Esszé. Álomsuhanás. Vers. Torquato Tasso: Ha látom már. Kul Mehmet: Szivárványos színű szépem, (Fordítás.) (Irodalom Miskolcon II. A Napjainktól napjainkig. Miskolc, 325-330. p.)
- 2002 Kortársunk, Kossuth Lajos. Hungarovox Kiadó, Budapest, 2002. (Az előszót írta: Madarász Imre) 127 p.)
- 2002 Emlékezés Szemere Bertalanra. (Erdélyi Napló, 2002. december 10. Nagyvárad)
- 2002 A szépíró Kossuth Lajos. (Honismeret, XXX. Évf. 2002/6. 42-49. p.)
- 2003 A Rákóczi-ősök olasz kapcsolatai. (In: Szülőföldünk, 31. 79-84. p.)
- 2003 Sziget a télben. Hungarovox Kiadó, Budapest.

Mindezek mellett különböző újságokban,  folyóiratokban  és  antológiákban  kétszázhuszonöt  alkalommal  jelentek  meg publikációi,  9  könyve  látott napvilágot.

## Díjai, kitüntetései
- 2021 – Papp Árpád Búvópatak-díj[3]
- 1999 – Széchenyi Professzori Ösztöndíj
- 1980 – ARómai Nemzetközi Tudományos és Művészeti Leonardo da Vinci Akadémiának és a Nápolyi Nemzetközi Tudományos és Művészeti Pontzen Akadémiának lett a tiszteletbeli tagja.
- ? – Sárospatak olasz testvérvárosának, Collegnónak a díszpolgára.